# لوکا میسل
لوکا میسل (انگلیسی: Luca Meisl؛ زادهٔ ۴ مارس ۱۹۹۹) بازیکن فوتبال اهل اتریش است.
از باشگاه‌هایی که در آن بازی کرده‌است می‌توان به باشگاه فوتبال ردبول زالتسبورگ اشاره کرد.
وی همچنین در تیم‌های ملی فوتبال نوجوانان، جوانان و زیر ۲۱ سال اتریش بازی کرده‌است.